# Thiền uyển tập anh
Thiền uyển tập anh (chữ Hán: 禪苑集英), còn gọi là Thiền uyển tập anh ngữ lục (禪苑集英語錄), Đại Nam thiền uyển truyền đăng tập lục (大南禪宛傳燈集錄), Đại Nam thiền uyển truyền đăng (大南禪宛傳燈), Thiền uyển truyền đăng lục (禪苑傳燈錄) là một tác phẩm văn xuôi viết bằng chữ Hán ghi lại tương đối hệ thống các tông phái Thiền học và sự tích các vị Thiền sư nổi tiếng vào cuối thời Bắc thuộc cho đến thời Đinh, Lê, Lý và một số ít vị lớp sau còn sống đến đầu triều Trần; tức từ cuối thế kỷ 6 đến thế kỷ 13. Đây là tài liệu lịch sử cổ nhất của Phật giáo Việt Nam hiện có .

## Tên và ý nghĩa
Trong bài Tựa cho lần khắc in năm 1715, Hòa thượng Thích Minh Trí đã giải thích tên và ý nghĩa của sách như sau:
Tại sao lại lấy nghĩa là Thiền uyển tập anh? Đáp rằng: "Đó là lấy nghĩa lựa chọn những bậc anh tú trong vườn Thiền. Tại sao lại như vậy? Bởi vì môn đồ của Thiền tông thì nhiều mà những bậc thấu hiểu lý huyền vi thì không có mấy, quả thật như phượng giữa đàn gà, lan trong bụi cỏ. Nếu không phải là những người có thiên tư lỗi lạc, hiểu biết hơn người thì làm sao thấu suốt được những yếu chỉ huyền vi đủ làm kẻ lãnh tụ cho người học đạo, làm khuôn mẫu cho người đời sau? Đúng là trong vườn Thiền những người anh kỳ không phải nhiều, do đó phải chọn lấy những bậc danh cao đức trọng để tiện cho những người học Phật noi theo. Cái nghĩa của "tập anh" là như thế, do đó được dùng để đặt tên cho tập sách này...

## Quá trình hình thành

### Về tác giả
Theo một số nhà nghiên cứu trước đây, thì Thiền uyển tập anh do một người đời Trần biên soạn. Sách Đại Việt thông sử (thiên "Nghệ văn chí", ở loại truyện ký) của Lê Quý Đôn chép:
Thiền uyển tập anh, một quyển, người đời Trần soạn, ghi tông phái Thiền học và sự tích các nhà sư nổi tiếng ở nước ta từ đời Đường, Tống, trải đến các đời Đinh, Lê, Lý, Trần.
Sách Lịch triều hiến chương loại chí (ở phần "Văn tịch chí") của Phan Huy Chú chép: 
Thiền uyển tập, 6 quyển. Người đời Trần soạn. Ghi chép sự tích, và tông phái về thiền học của nước ta, từ cuối đời Đường, qua các đời Đinh-Lê đến đời Lý-Trần 
Tuy nhiên, theo một số nhà nghiên cứu gần đây, thì người khởi soạn rất có thể là Thông Biện (? - 1134), một thiền sư thời Lý thuộc thiền phái Vô Ngôn Thông, đã được vua Lý Nhân Tông phong Quốc sư, và là người có nhiều sở trường về sử học và biết nhiều về lịch sử truyền bá Phật giáo ở Việt Nam.
Trong Việt Nam Phật giáo sử luận (Tập I), GS. Nguyễn Lang, đã trưng ra hai bằng chứng như sau: 
- Khi trả lời hoàng hậu Ỷ Lan, thiền sư đã nói về lai lịch của phái Tỳ Ni Đa Lưu Chi một cách khá rõ rệt.
- Trong Thiền uyển tập anh có đoạn nói về thiền sư Thần Nghi (? - 1216) như sau:

Thiền sư Thần Nghi thưa (với thiền sư Thường Chiếu): "Con theo phụng sự hòa thượng đã lâu nhưng chưa rõ những nhân vật nào đã truyền thừa đạo này đầu tiên, xin hòa thượng chỉ bày cho con những thế hệ đã truyền thừa khiến cho học giả biết được nguyên lưu của mình". Thường Chiếu (? - 1203) thấy thái độ khẩn thiết ấy đưa cho Thần Nghi xem một tài liệu của Thông Biện trong đó có ghi chép về các tông phái và sự truyền thừa của các thế hệ. Thần Nghi đọc xong hỏi: "Tại sao hai hệ phái Nguyễn Đại Điên và hệ phái Nguyễn Bát Nhã  không được chép vào đây?" Thường Chiếu trả lời: "Thông Biện đã suy nghĩ kỹ rồi mới không chép hai hệ phái ấy"...
Căn cứ hai chứng cứ trên GS. Nguyễn Lang đã quả quyết rằng chính thiền sư Thông Biện là người bắt đầu biên tập Thiền uyển tập anh. Sau đó, tập tài liệu này truyền qua các thiền sư là Đạo Huệ (? - 1073), Minh Trí (? - 1196), Thường Chiếu, Thần Nghi (? - 1216) và cuối cùng là Ẩn Không (? - ?). Và cũng theo giáo sư, chắc hẳn là mỗi vị khi nhận được sách đã ghi chép về những gì mình nghe thấy về đạo Phật trong thời đại mình. Vậy ta có thể kết luận là tác giả "Thiền uyển tập anh" gồm nhiều người, trong đó những vị sau đây là quan trọng nhất: Thông Biện, Thường Chiếu, Thần Nghi và Ẩn Không .
Tương tự, trong Lời Tựa cho lần in năm 1990, Thượng tọa Thích Thanh Tứ cũng đã viết rằng: Tuy cuốn Thiền uyển tập anh không ghi rõ tên soạn giả, nhưng qua các tài liệu tham khảo chúng ta có thể xác định tác phẩm này đã được ngài Thông Biện thiền sư khởi thảo từ thời Lý đến ngài Biện Tài, Thường Chiếu, Thần Nghi... Trải qua một quá trình biên soạn rồi đến thiền sư Ẩn Không là người hoàn tất việc biên soạn cuối cùng .
Thiền sư Ẩn Không, trong Thiền uyển tập anh không có truyện, nên không biết gì về ông. Tuy nhiên, nhờ một câu chú thích do người sau thêm vào sau truyện Thiền sư Thần Nghi, mà biết được ông là người ở tại Lượng Châu, huyện Na Ngạn (khi ấy bao gồm miền đất thuộc Lục Nam, Lục Ngạn và một phần thành phố Bắc Giang của tỉnh Bắc Giang ngày nay), nên còn được đời gọi là Na Ngạn đại sư, thuộc thế hệ thứ 14 của phái thiền Vô Ngôn Thông. Ông được thầy trao truyền tập sử liệu vào năm 1216. Đến năm 1225, nhà Trần thành lập. Rất có thể sau năm này ông hoặc đệ tử của ông cho khắc in Thiền uyển tập anh (hoàn thành từ tập sử liệu vừa kể), cho nên Lê Quý Đôn và Phan Huy Chú đều chép là "do người đời Trần soạn".

### Về văn bản
Không rõ Thiền uyển tập anh được khắc in lần vào năm nào, chỉ biết rằng đến đời vua Tự Đức chỉ còn bản trùng san (khắc in lại) do hòa thượng Thích Như Trí và các môn đồ khắc in ở chùa Tiên Sơn (Từ Sơn, Hà Bắc; nay thuộc Bắc Ninh) vào năm Vĩnh Thịnh thứ 11 (1715) đời vua Lê Dụ Tông.
Và cũng vì bản in này "trong đó có nhiều chỗ lầm từ chữ này sang chữ nọ, sai lầm khó đọc ra chữ gì" (Tựu trung lỗ ngư bất nhất, vận suyển san danh"), nên lúc bấy giờ có hòa thượng Thích Phúc Điền ở Bồ Sơn (Bắc Ninh) đã ra công hiệu chỉnh, làm thành quyển Thượng trong bộ sách gồm 2 quyển có tên là Trùng khắc Đại Nam thiền uyển truyền đăng tập lục, và cho khắc in vào đầu năm Kỷ Mùi (1859).
Trong quyển Thượng, có dòng phụ chú: "Thất tập nhân danh, cựu bản Tiên Sơn tự" (tên người biên tập đã thất truyền, căn cứ theo bản cũ ở chùa Tiêu Sơn). Riêng quyển Hạ không phải là quyển tiếp nối Thiền uyển tập anh, mà là hai cuốn khác cũng nói về Thiền học Việt Nam, đó là cuốn Tam tổ thực lục (nói về ba vị tổ Trúc Lâm đời Trần) và cuốn Ngự chế Thiền điển thống yếu kế đăng lục (do thiền sư Như Sơn ở chùa Hồng Phúc, ấn hành năm 1734).
Ngoài ra trước khi in, hòa thượng Phúc Điền đã viết thêm tiểu sử của năm vị thiền sư sống gần ông nhất vào tác phẩm của Như Sơn, đồng thời cũng ghi chép thêm những điều ông nghe về việc truyền thừa của thiền phái Trúc Lâm Yên Tử đời Trần.

## Giới thiệu sơ lược bản in1715
Bản Thiền uyển tập anh được khắc in năm 1715, gồm 2 quyển. Đầu sách có một bài Tựa viết năm 1715 trong dịp khắc bản. Bài tựa này không mang tên tác giả, nhưng có mang ngày tháng là: "Khắc lại vào một ngày tháng Tư niên hiệu Vĩnh Thịnh thứ 11 triều Lê" (tức năm 1715). Sau bài Tựa có danh sách 14 người đã góp công và của vào việc ấn loát. Tiếp theo là 68 thiên truyện, gồm: 
- 37 thiên chép tiểu truyện của 38 vị (truyện 11 chép chung hai vị) thiền sư thuộc phái Vô Ngôn Thông.
- 29 thiên chép tiểu truyện của 39 vị thiền sư thuộc phái Tỳ-ni-đa-lưu-chi.
- Một thiên chép tiểu truyện của thiền sư Thảo Đường cùng danh sách gồm 18 vị thuộc thiền phái này.

Theo bản khắc in năm 1715 do Ngô Đức Thọ và Nguyễn Thúy Nga dịch, thì thứ tự các tiểu truyện như sau:
| Thiền phái Vô Ngôn Thông, gồm 37 thiên, chép 38 vị: - 1. Thiền sư Vô Ngôn Thông (759? - 826) - 2. Thiền sư Cảm Thành (? - 860) - 3. Thiền sư Thiện Hội (? - 900) - 4. Thiền sư Vân Phong (? - 956) - 5. Đại sư Khuông Việt (933 - 1011) - 6. Thiền sư Đa Bảo (? - ?) - 7. Trưởng lão Định Hương (? - 1050) - 8. Thiền sư Thiền Lão (? - ?) - 9. Thiền sư Viên Chiếu (999 - 1090) - 10. Thiền sư Cứu Chỉ (? - ?) - 11 Hai Thiền sư Bảo Tính (? -1034) và Minh Tâm (? - 1034) - 12. Thiền sư Quảng Trí (? - ?) - 13. Quốc sư Thông Biện (? - 1134) - 14. Đại sư Mãn Giác (1052 - 1096) - 15. Thiền sư Ngộ Ấn (1020 - 1088) - 16. Thiền sư Đạo Huệ (? - 1073) - 17. Thiền sư Biện Tài (? - ?) - 18. Thiền sư Bảo Giám (? - 1173) - 19. Thiền sư Không Lộ (? - 1119) - 20. Thiền sư Bản Tịnh (1100 - 1176) - 21. Thiền sư Minh Trí (? - 1196) - 22. Thiền sư Tín Học (? - 1200) - 23. Thiền sư Tịnh Không (1091 - 1170) - 24. Thiền sư Đại Xả (1120-1180) - 25. Thiền sư Tinh Lực (1112 - 1175) - 26. Thiền sư Trí Bảo (? - 1190) - 27. Thiền sư Trường Nguyên (1110 - 1165) - 28. Thiền sư Tịnh Giới (? - 1207) - 29. Thiền sư Giác Hải (? - ?) - 30. Thiền sư Nguyện Học (? - 1181) - 31. Thiền sư Quảng Nghiêm (1122 - 1190) - 32. Thiền sư Thường Chiếu (? - 1203) - 33. Cư sĩ Thông Sư (? - 1228) - 34. Thiền sư Thần Nghi (? - 1216) - 35. Thiền sư Tức Lự (? - ?) - 36. Thiền sư Hiện Quang (? - 1221) - 37. Cư sĩ Ứng Vương (? - ?) Ghi chú: Bản dịch của GS. Lê Mạnh Thát có thêm truyện Lý Thái Tôn (tức vua Lý Thái Tông, 1000 - 1054). | Thiền phái Tỳ-ni-đa-lưu-chi, gồm 29 thiên chép 29 vị: - 1. Thiền sư Tỳ-ni-đa-lưu-chi (? - ?) - 2. Thiền sư Pháp Hiền (? - 626) - 3. Thiền sư Thanh Biện (? - 686) - 4. Thiền sư Định Không (? - 808) - 5. Trưởng lão La Quý An (? - ?). Bản dịch của GS. Lê Mạnh Thát ghi là Trưởng lão La Quý. - 6. Thiền sư Pháp Thuận (925 - 990) - 7. Thiền sư Ma Ha (? - ?) - 8. Đạo giả Thiền Ông (902 - 979). Bản dịch của GS. Lê Mạnh Thát ghi là Thiền sư Ông Đạo Giả. - 9. Thiền sư Sùng Phạm (1004 - 1087) - 10. Thiền sư Vạn Hạnh (? - 1025) - 11. Thiền sư Định Huệ (? - ?) - 12. Thiền sư Đạo Hạnh (? - 1117) - 13. Thiền sư Trì Bát (1049 - 1117) - 14. Thiền sư Thuần Chân (? - 1105) - 15. Tăng thống Huệ Sinh (? - 1064) - 16. Thiền sư Thiền Nham (1093 - 1163) - 17. Thiền sư Minh Không (? - ?) - 18. Thiền sư Bản Tịch (? - 1140) - 19. Tăng thống Khánh Hỷ (1067 - 1142) - 20. Thiền sư Giới Không (? - ?) - 21. Thiền sư Pháp Dung (? - 1174) - 22. Thiền sư Trí Thiền (? - ?). Bản dịch của GS. Lê Mạnh Thát ghi là Thiền sư Trí Nhàn. - 23. Thiền sư Chân Không (1046 - 1100) - 24. Thiền sư Đạo Lâm (? - 1203) - 25. Ni sư Diệu Nhân (1042 - 1113) - 26. Thiền sư Viên Học (1073 - 1136) - 27. Thiền sư Tịnh Thiền (1121 - 1193) - 28. Quốc sư Viên Thông (1080-1151) - 29. Thiền sư Y Sơn (? - 1216) Thiền phái Thảo Đường, gồm 1 thiên chép 1 vị: - 30. Thiền sư Thảo Đường (? - ?) và danh sách 18 vị thuộc phái thiền này. Bản dịch của GS. Lê Mạnh Thát không có truyện này. |

Mỗi tiểu truyện trên gần như là một tác phẩm độc lập, được trình bày khá thống nhất hành trạng của mỗi vị: lai lịch xuất thân, xuất gia, quá trình hành đạo và cuối cùng là viên tịch. Đặc biệt, ở mỗi tiểu truyện còn có những mẫu đối thoại về giáo lý, kệ thị tịch, các bài thơ đề tặng hay xướng họa...
Tuy nhiên vì những lý do nào đó, vẫn có một số tăng sĩ khá nổi danh nhưng không được Thiền uyển tập anh biên chép hay nhắc đến, như: Thiền sư Vô Ngại, Pháp sư Phụng Đình, Pháp sư Duy Giám, Thiền sư Tam Mạch, Thiền sư Vô Châu, v.v....

## Nhận xét
Thiền uyển tập anh là một tác phẩm không những có giá trị về lịch sử Phật giáo Việt Nam mà còn là một tác phẩm truyện ký có giá trị về mặt văn học, triết học và văn hóa dân gian .
Tuy nhiên, bên cạnh một số tiểu truyện đã có vẻ là một đoản văn xuôi hoàn chỉnh, có khi in đậm màu sắc kỳ ảo và phần nào mang dáng dấp của truyện cổ tích hay truyện truyền kỳ (như truyện TS. Từ Đạo Hạnh, truyện TS. Ma Ha...), lại là những tiểu truyện quá vắn tắt và khô khan (như các truyện: TS. Biện Tài, TS. Định Huệ, TS. Đạo Lâm,...) thực sự không mấy hấp dẫn .

## Sách tham khảo chính
- Nguyễn Lang (tức Thiền sư Thích Nhất Hạnh), Việt Nam Phật giáo sử luận (Tập 1). Nhà xuất bản Văn học, Hà Nội, 1992. Bản điện tử ở đây:  Lưu trữ ngày 14 tháng 3 năm 2011 tại Wayback Machine.
- Phạm Ngọc Lan, mục từ "Thiền uyển tập anh" trong Từ điển văn học (bô mới). Nhà xuất bản Thế giới, 2004.
- Nguyễn Đăng Na, Văn học thế kỷ X-XIV. Nhà xuất bản Khoa học Xã hội, Hà Nội, 2004.
- Nhiều người soạn, Thiền uyển tập anh (Ngô Đức Thọ và Nguyễn Thúy Nga dịch từ bản chữ Hán được khắc in năm 1715). Nhà xuất bản Văn học, Hà Nội, 1990.
- Nhiều người soạn, Thiền uyển tập anh (Lê Mạnh Thát dịch). Nhà xuất bản Thành phố Hồ Chí Minh, 1999.